# Imam sciiti
Gli Imām (lett. "guida") sciiti sono le guide - effettive o solo teoriche - della Comunità islamica (Umma) che, per disposizione dello Sciismo, debbono necessariamente appartenere alla famiglia ristretta del Profeta Muhammad, secondo la linea di discendenza creata dal matrimonio fra la figlia di Maometto, Fāṭima bint Muhammad, e ‘Alī ibn Abī Tālib, cugino del Profeta e primo Imām. Secondo lo Sciismo, essi sono in modo particolare amati e ispirati da Dio e da una parte dei "dotti" sono accreditati del dono della infallibilità ( ʿiṣma ), giungendo nelle correnti più estreme ed eretiche, a farlo partecipare in qualche misura della natura stessa divina.
Per gli Sciiti settimani o ismailiti gli Imām sono:
- 1 ʿAlī ibn Abī Ṭālib (m. 661)
- 2 al-Hasan ibn Ali (m. 669)
- 3 al-Husayn ibn Ali (m. 680)
- 4 Ali ibn al-Husayn, detto Zayn al-ʿĀbidīn, "Ornamento dei devoti", (m. 712)
- 5 Muhammad al-Baqir (m. 731)
- 6 Ja'far al-Sadiq (m. 765)
- 7 Isma'il ibn Ja'far (m. 762)

Dopo di lui si parla di un figlio di Ismāʿīl, Muḥammad, detto al-Maktūm, "il Nascosto".
Per gli Sciiti duodecimani, o imamiti, ai primi 6 anzidetti seguirono:
- 7 Musa al-Kazim (m. 799)
- 8 ʿAlī al-Ridā (m. 818)
- 9 Muhammad ibn Ali al-Taqi al-Jawad (m. 835)
- 10 Ali al-Naqi (m. 868)
- 11 al-Hasan al-Askari (m. 874)
- 12 Muhammad al-Mahdi ("occultatosi" nell'874)